# ボタン (服飾)

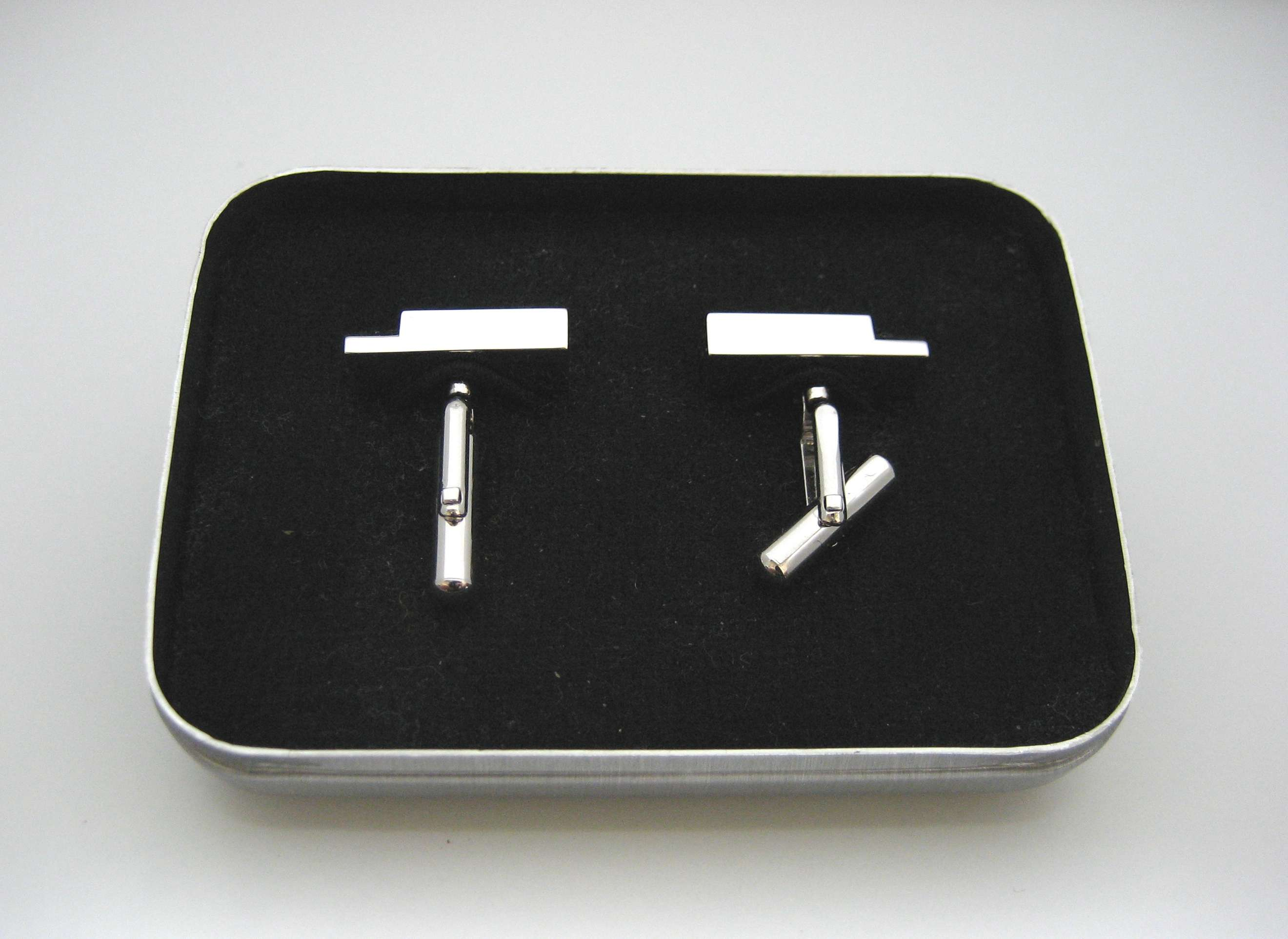
カフスボタン。英語ではcuff links

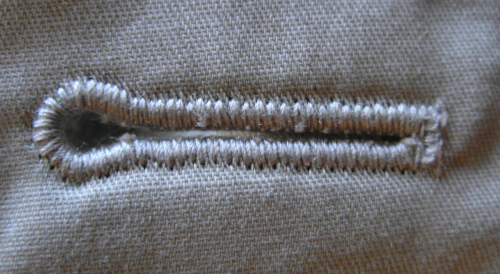
ボタンホール

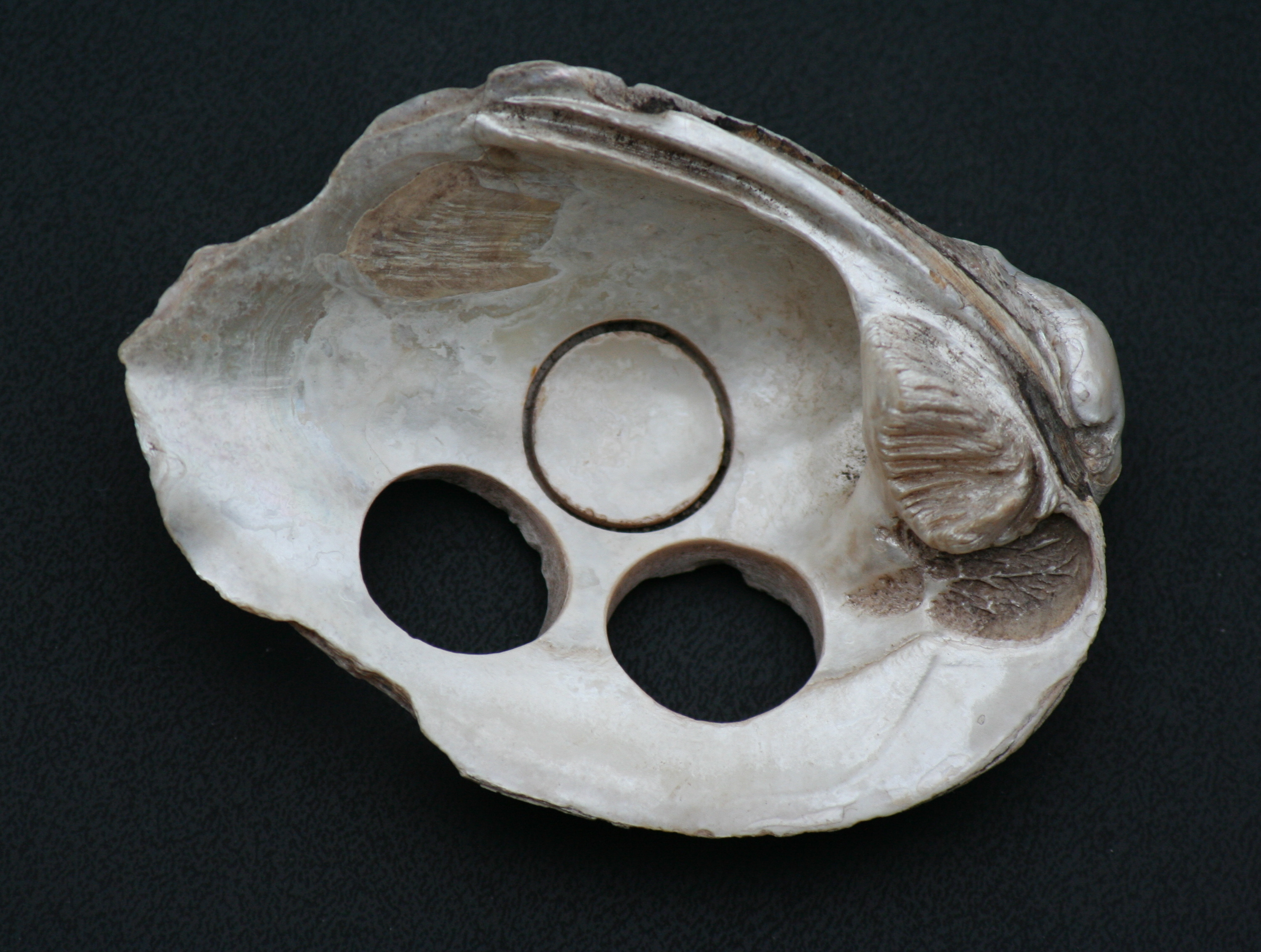
服の留め具となるボタンとするため、厚みのある殻を作るイガイの殻をくりぬいている様子。

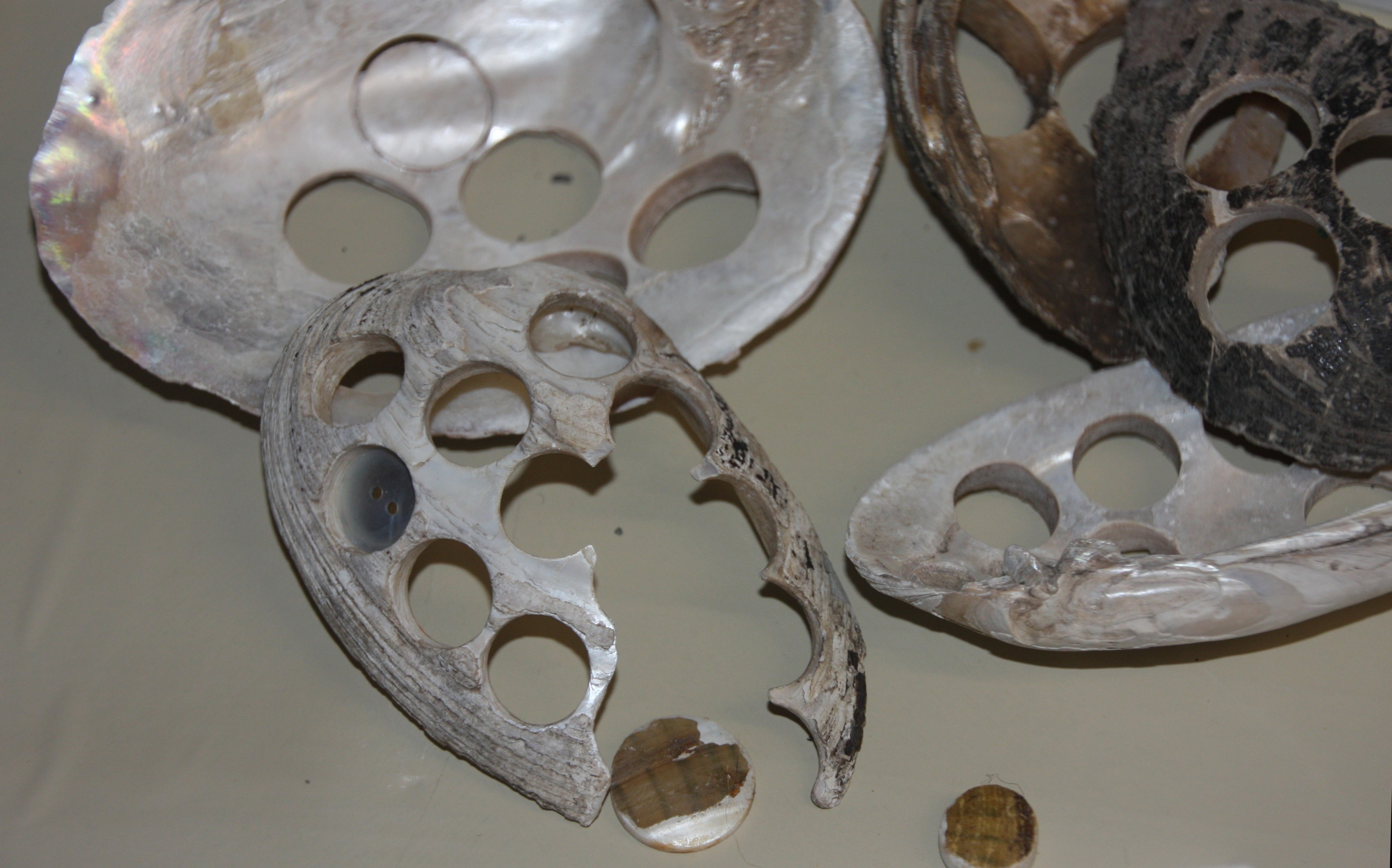
ボタンの素材となった貝殻

ボタン（ポルトガル語: botão、英語: button、釦、鈕）とは、衣服、鞄、靴などに止め具として使用される服飾物。縫製副資材の一種である。語源はポルトガル語 botão が最も有力な説とされる。多くは実用性と装飾を兼ねるが、もっぱら装飾目的の「飾りボタン」もある。

## 歴史
ボタンの起源はよくわかっていない。ただし、古代エジプトには留め具を付けた被服がみられる。
発掘品としては最も古いものとして5000年前のモヘンジョダロ遺跡で湾曲した貝から作られたボタンが見つかっている。
ボタンが普及するようになったのは13世紀といわれている。16‐17世紀には大量生産されるようになりフランスでは特に発達した。婦人服に現代のようなボタンが使われるようになったのは19世紀になってからである。
日本では江戸時代の末期になってに牛骨や金属の留め具が作られるようになったが足袋の小鉤（こはぜ）に近いもので、本格的なボタンは明治になってから製造されるようになった。これは、軍隊の制服需要によって本格化し、需要が生まれたことから輸出に頼っていたボタンが国産化され、水牛ボタン、馬蹄ボタンが作られ、明治期に貝を使ったボタン貝釦が作られるようになった。生産は増え続け、第二次世界大戦前にはボタンを輸出するようになっていた。
1860年代、オーストラリア北東部（トレス海峡諸島など）ではボタンの材料となる真珠貝の採取が盛んになり、日本人の海人も労働者として訪れるようになった。これがオーストラリアに日本人が進出する契機となった。

## 語源
語源は、古ラテン語の “bottare” もしくは古ゲルマン語で「蕾」を意味する “boton” と言われている。後者の方の由来は、鋳造、または、打ち出しで作られた金属製のそれが、シワが付いているために蕾のように見えることから、とか、昔は本当に花の蕾を使っていたから、という説がある。
日本で「ボタン」という名が用いられたのは、江戸時代中期だと言われている。故実家・伊勢貞丈（1717 - 1784年）の『安斎随筆』に「和蘭国にてはコノブと言ふ、ポルトガル国にてはブタンと言ふ、それを言ひたがえて日本にてボタンと言ふなり」と記されている。

## 素材
ボタンの素材には天然素材、半合成樹脂、合成樹脂、金属素材、その他の素材（ガラス製、陶製、編組など）が使われる。なお、粗悪品は破損しなくても、変色・色落ちする場合がある。
- 貝殻
  - 白蝶貝、黒蝶貝、茶蝶貝、高瀬貝、広瀬貝、真珠貝、あわび、キャッツアイ、ペンシェル、トップスターシェル、タイガーシェル等
- プラスチック（樹脂）
  - ポリエステルボタン、ユリア樹脂系ボタン （熱硬化性樹脂）
  - カゼインボタン （原料は牛乳）
  - ナイロンボタン、アクリルボタン、ABSメッキボタン （熱可塑性樹脂）
- 金属ボタン（メッキが多い）
  - 金、銀、銅、真鍮、黄銅、丹銅、鉄、ステンレス、チタン、アルミニウム、ニッケル[8]、ラバーキャスト、亜鉛ダイキャスト等
- そのほか
  - 木、椰子の実（ベジタブルアイボリー（英語版））、ガラス、陶器、革、ラバー、紐（チャイナボタン）、水晶、大理石、真珠貝、珊瑚、琥珀、べっこう、象牙（マンモスの牙化石を含む[8]）、水牛の角、骨、クルミ、コロッゾ、布、紙等

これらの素材を複数組み合わせて製作されるボタンもある。高級な素材を使っているからだけでなく、芸術性の高いデザインやアンティーク的な価値から高額で販売されるボタンもある。

## 形状

### 基本型
ボタンの基本型には丸型、角型、角丸型、山高型、天丸型、皿型、たらい型、平型、お椀型、変型などがある。
- 丸
- 四角
- 花
- 平型、ドーム型（金属ボタンやブレザーに多い）
- 変り種：キャラクターもの、動物もの、ほか
- くるみボタン（金属を芯にして革や布でくるんだ足つきボタン。自宅で手軽に作れるくるみボタンの製作キットも販売されている）

### 穴

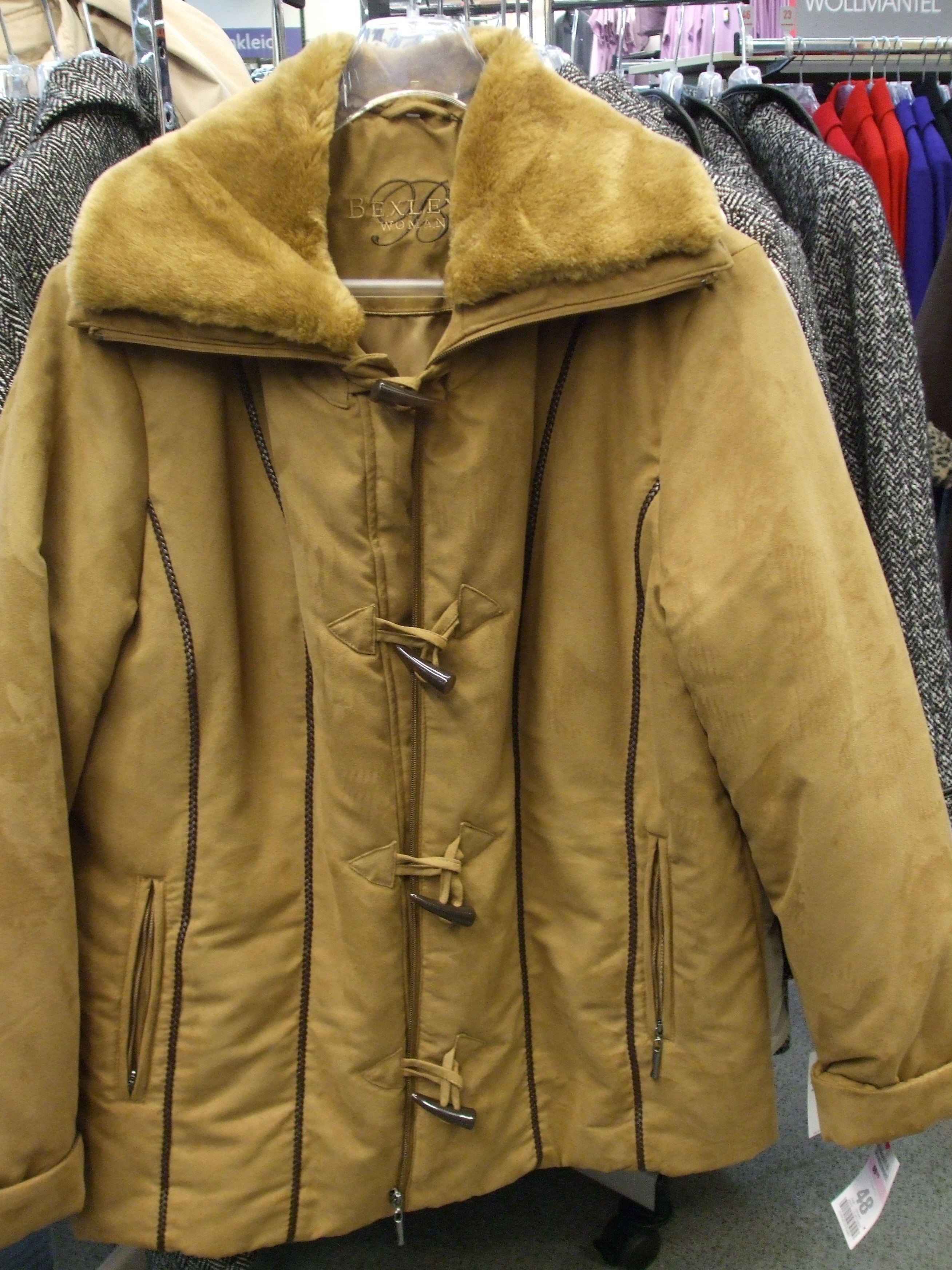
トグルクロージャー（布ループ、トグルボタン）

ボタンの穴には 2つ穴、4つ穴、タヌキ穴、変型穴、トンネル穴などがある。穴なしには足つき（裏足）と足なしがある。
最初は紐で引っ掛けて固定したが、のちに南仏でボタンホールが考案され、布と布を直接固定できるようになった。

## 寸法
ボタンには様々な大きさや厚みの製品があるが、以下の様に用いられることが多い。
- ボタンダウンの衿先には9ミリメートル。
- 前身頃及び手口には10ミリメートル。
- 打ち掛けボタンは8 - 10ミリメートル。
- 力ボタンは8 - 10ミリメートル。
- カフス、カフリンクス、スタッドボタンには11.5ミリメートル。
- 開衿シャツ（オープンシャツ）やイタリアンカラーシャツの前身頃には11.5ミリメートル。
- 既製品には同じサイズで統一されることもある。
- 背広の前面のボタンは20ミリメートル、袖や内ポケットのボタンは15ミリメートル。
- 外套の前面のボタンは男性用は23 - 25ミリメートル、女性用は28 - 30ミリメートル。
- ズボンのボタンは18ミリメートルや20ミリメートル。
- スラックスのサスペンダーのボタンは15 - 18ミリメートル。
- ボタンの厚さは2 - 4ミリメートル程。

## 付け方
平行縫い真っ直ぐにボタンを縫う方法。
クロス縫い糸を重ねてボタンを縫う方法。ボタンが落ちにくい。
鳥足縫い（鳥足がけ）鳥の足のように縫う方法。ボタンが落ちにくい。
女性の場合は使用人が着せるため、右利きの使用人のためにボタンが左側に、男性は自分で着用するためボタンが右側となる。

## 洋装とボタン

### 洋服デザイン
洋服のデザインの中で、ボタンの数や配置は重要である（下記参照）。オリジナルボタンの製作や好みのボタンへの付け替えを請け負う店もある。
- シングルブレスト、ダブルブレスト
- ボタンダウン

### 各種のボタン
- フロントボタン - ズボンやジャケット、シャツの正面にあるボタン。
- スタッドボタン - ワイシャツの第2・3・4ボタンに取り付ける装飾用のボタン。
- カフスボタン - ワイシャツやブラウスの袖口に取り付けるボタン。
- タックボタン -  ジーンズに用いる鋲のボタン、フロントボタンとして用いる。
  - リベットボタン - ジーンズに用いる鋲のボタン、鉄、真鍮、銅、洋白銅などの金属が多い。
- トグルボタン - ダッフルコートの特徴的な円柱のボタン。木製が多い。
- 打ち掛けボタン - ズボンの前面（フロント）に付いている、ジッパーに飛び出し防止のボタン。
- 重ねボタン（キッスボタン） - カフ・ボタンを重ね合わせたボタン。本切羽とは同時に出来ない。
- 前ボタン - 前面に付属している第一ボタン。
- 第一ボタン - ワイシャツやポロシャツに付属している、台襟で補強されている部分のボタン。
- 拝みボタン（鼓ボタン、キスボタン、合わせボタン、つがいボタン、リンクボタン） - 背広やジャケットの第1・2ボタンの何れかに取り付ける両面、表向きのボタン。
- カフ・ボタン - 袖口にあるボタン。
- コンチョボタン - ネイティブインディアンのシルバーアクセサリーをモチーフにしたボタン。
- スナップボタン（英語版）
- ボタンカバー - ボタンに被せて使用する装飾用のボタン。
- チェンジボタン（裏ボタン）
- 力ボタン（ちからボタン） - 布地を傷めないように、ボタンとは反対側の面（裏地側）に用いる補強用のボタン。背広や外套に用いられることが多い。

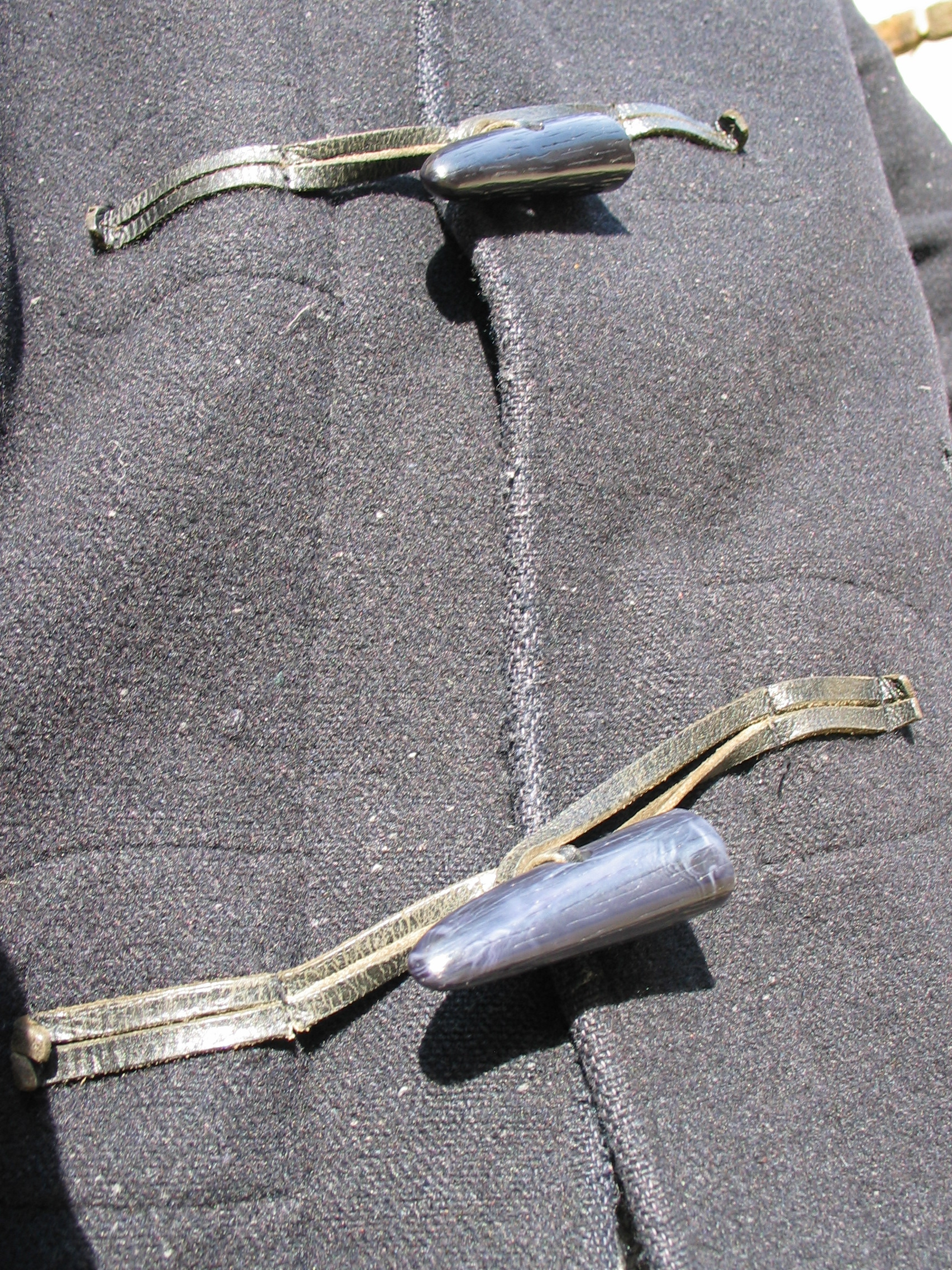
トグルボタン
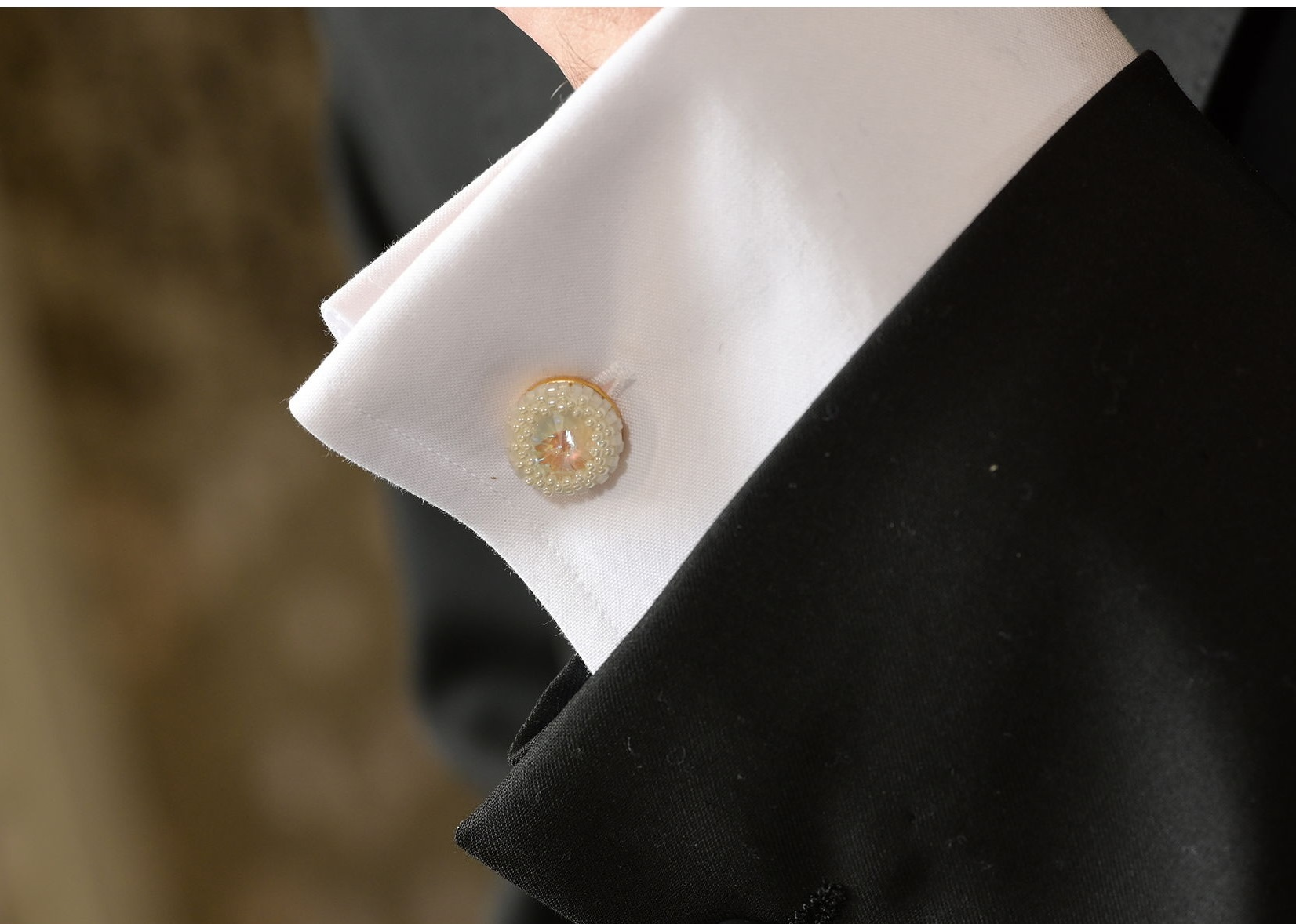
カフスボタン
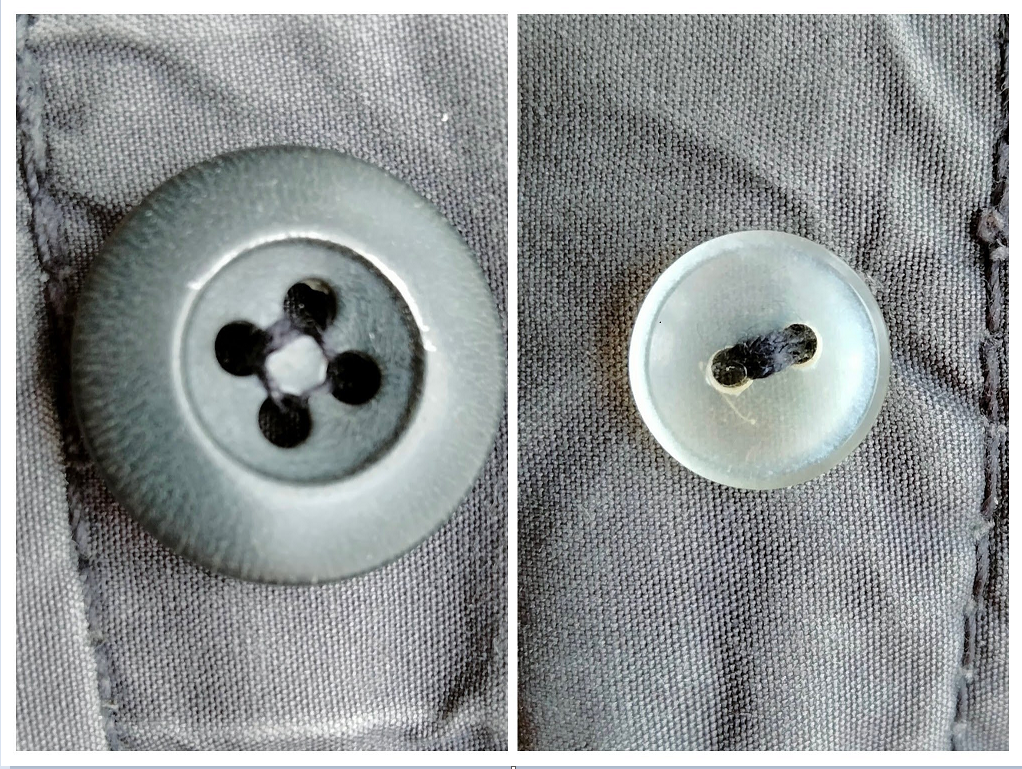
ボタン（左）と生地裏の力ボタン（右）

## ボタンにまつわる日本の文化
- 11月22日が「ボタンの日」として日本記念日協会により登録されている。同協会ホームページによると、1870年（明治3年）のこの日、日本海軍が欧州風のネイビールックを制服に採用し、金地桜花のボタンとその数（前面は2行各9個、後面は2行各3個）を定めたことに由来し、日本釦協会が申請した。

- 男子学生が卒業式に学生服の第二ボタンを好きな女子に渡す（あるいは女子が好きな男子の第二ボタンを欲しがる）風習がある。これは第二ボタンが心臓に近い＝「ハートをつかむ」ためとも、軍服の名残で出征時に外して思い出として渡しても、第一ボタンに比べて服装の乱れが目立たなかったためとも言われている[10]。

- 「ボタンの掛け違い」[11]「ボタンを掛け違える」[12]（慣用句）

## ギャラリー

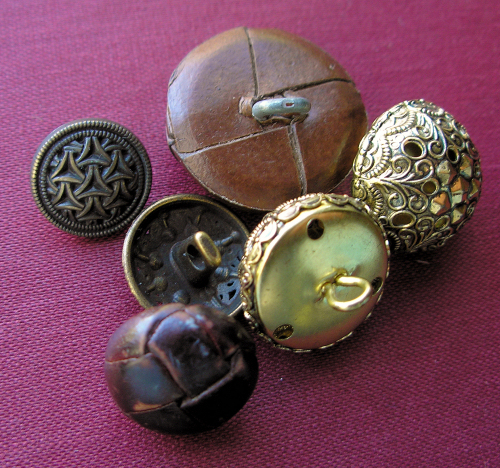
シャンク（脚付き）ボタン
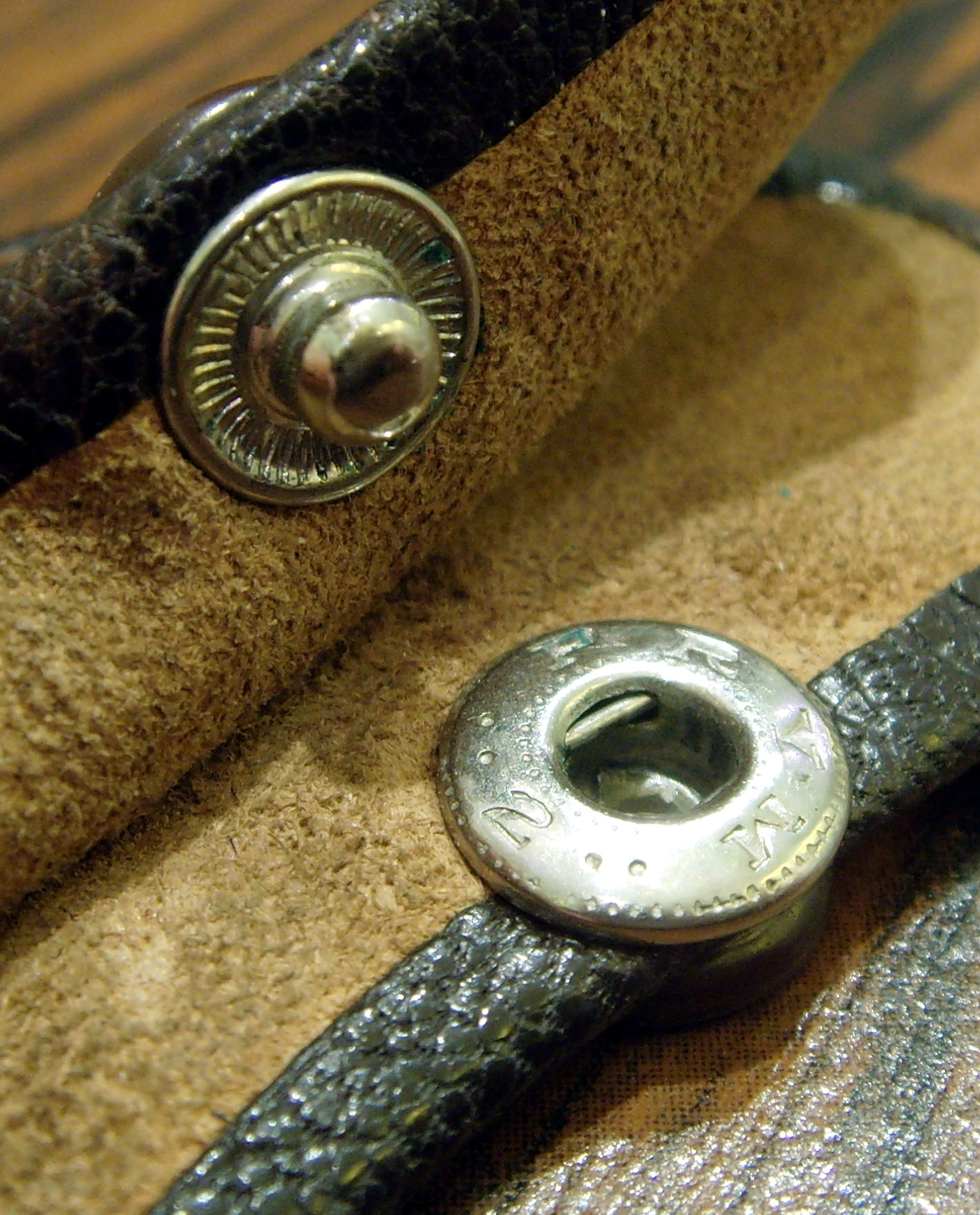
スナップボタン（スナップファスナー（英語版））
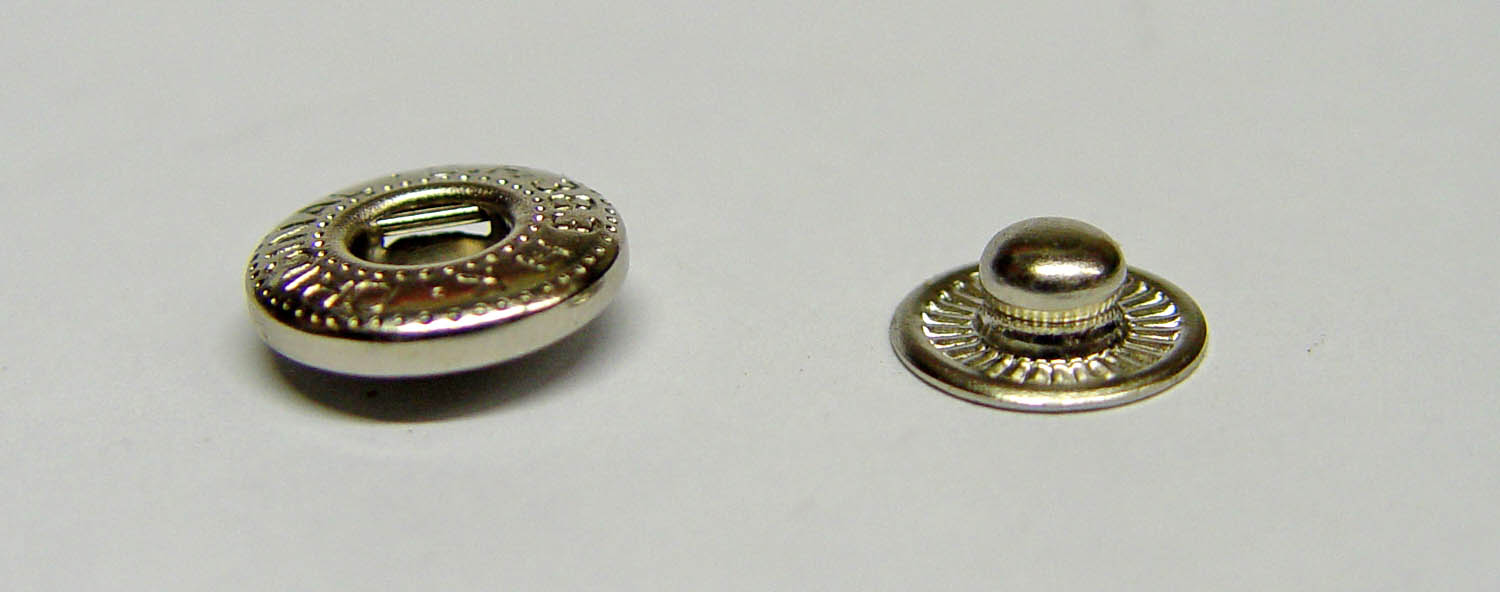
外したスナップボタン
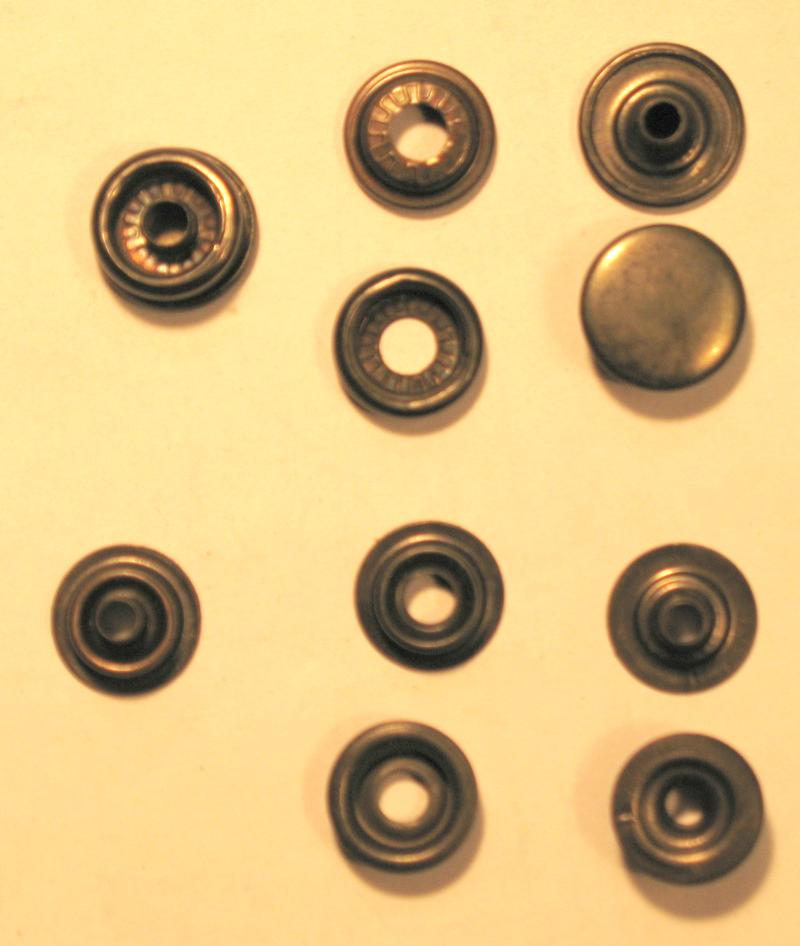
分解したスナップボタン
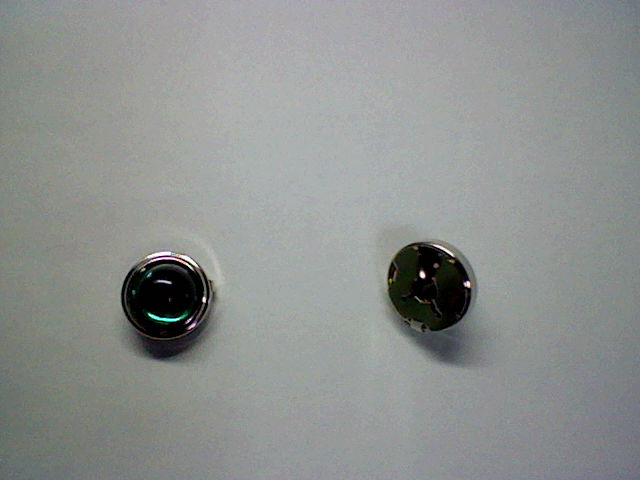
ボタンカバー
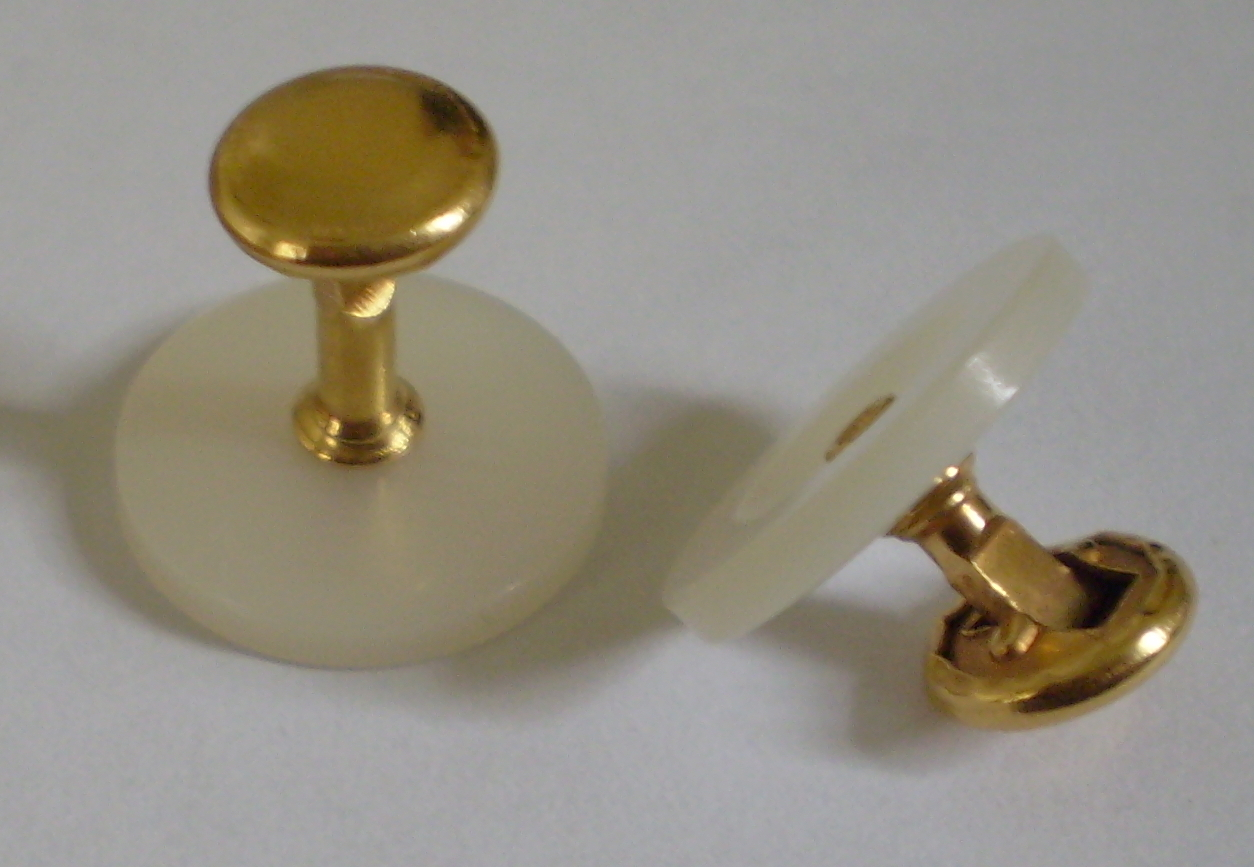
スタッドボタン
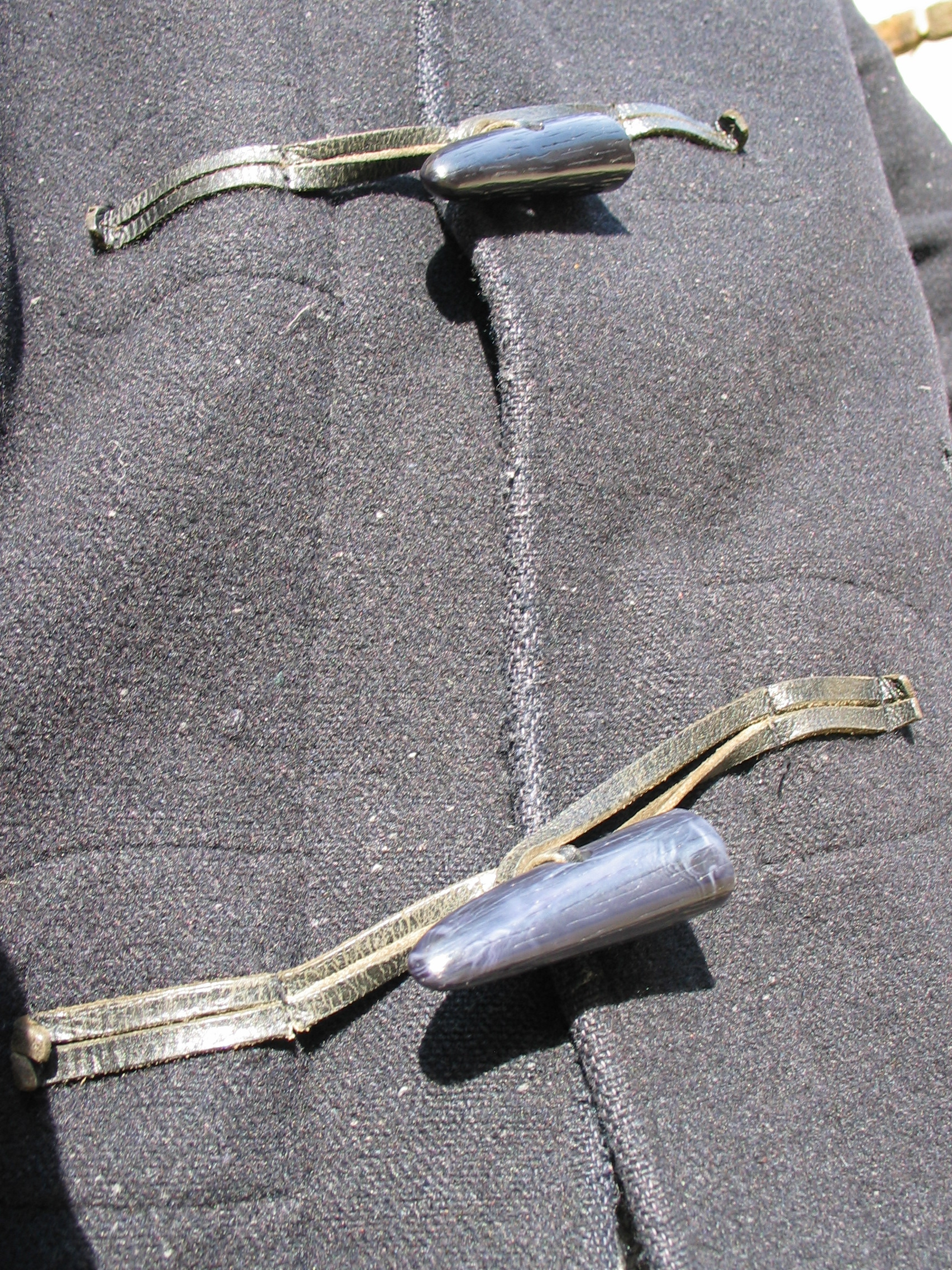
トグルボタン
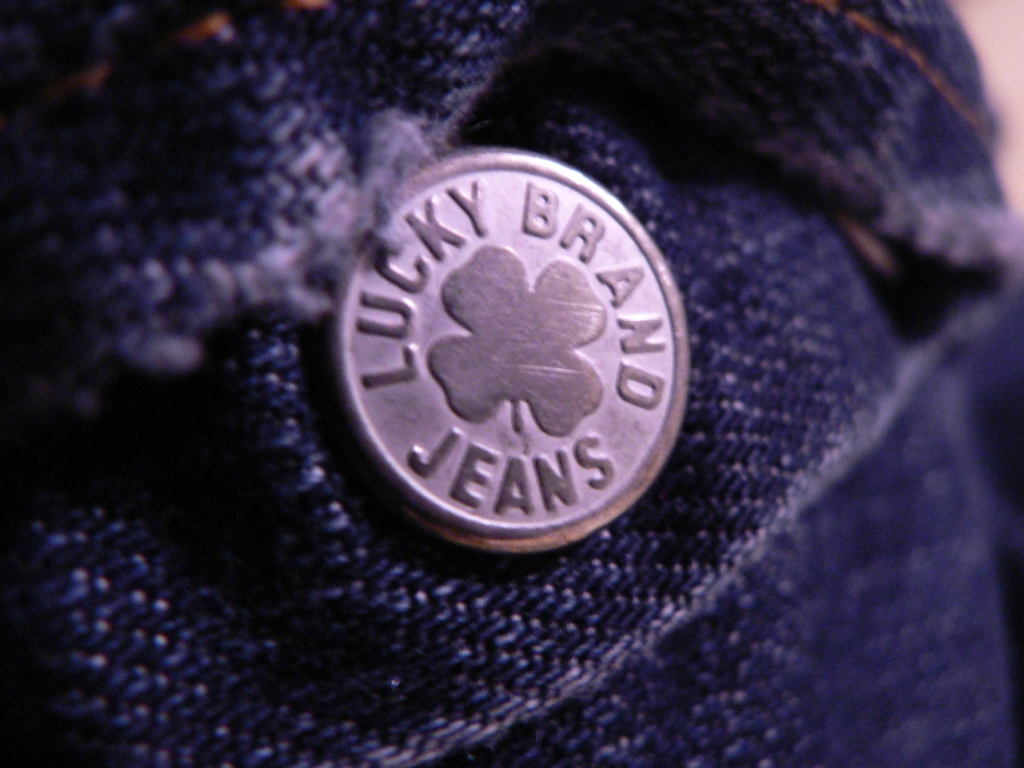
リベットボタン
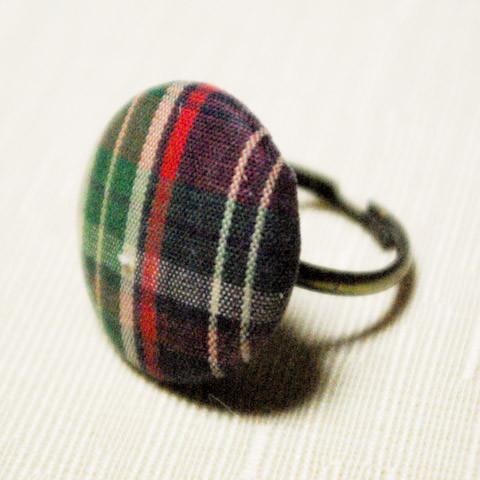
くるみボタンリング